# Dawid Alopeus
Hrabia Frans David Alopaeus (także Alopeus) (Wyborg, 19 grudnia 1769 — Berlin, 13 czerwca 1831) był dyplomatą rosyjskim. Podążył śladami swego starszego brata Maksymiliana von Alopaeus w karierze dyplomatycznej. Uczęszczał na akademię wojskową w Stuttgarcie w latach 1781–1785. Studiował na Uniwersytecie w Getyndze. Był ambasadorem w Sztokholmie od 1803, i wziął udział w negocjacjach pokoju w Fredrickshamn w 1809. Osiadł w Królestwie Polskim, gdzie otrzymał tytuł hrabiowski wraz z herbem w 1820 roku.
W 1818 odznaczony Orderem Orła Białego.